# موشه بن نحمان
موشه بن نحمان (۱۱۹۴–۱۲۷۰)، همچنین به عنوان خاخام موسی بن نحمان خرنایی نیز خوانده می‌شود؛ زیرا در شهر خرنا در اسپانیا زندگی می‌کرد و به خرنایی یا معروف شده بود. همچنین او به عنوان یک خاخام و محقق یهودی در قرون وسطی شناخته می‌شود.
او فیلسوف، پزشک، مفسر کتاب مقدس و از طرفداران اندیشه کابالا بوداز بود. او بیشتر عمر خود را در خرنا، کاتالونیا زندگی می‌کرد.

## بیو گرافی شخصیت
او نوه اسحاق بن روبن از بارسلونا و پسر عموی یونس خرنایی بود. از جمله معلمان او در تلمودیهودا بن یاکار و مایر بن ناتان بودند.
در اصل شغل اصلی او پزشکی بود که از آن امرار معاش می‌کرد او همچنین به مطالعه فلسفه نیز می‌پرداخت. امادر اصل بخاطر آنکه یک محقق یهودی است شهرت دارد. او که گرایش‌های محافظه کارانه داشت بارها ازدیگر اندیشه‌های اندیشمندان یهود ماننداسحاق الفاسی دفاع می‌کرد.